# Ilja Nastoczenko
Ilja Nastoczenko (ros. Илья Насточенко; ur. 20 marca 1990) – kazachski zapaśnik walczący w stylu klasycznym. Brązowy medalista akademickich MŚ z 2014 i wojskowych MŚ w 2014. Siódmy w Pucharze Świata w 2014. Mistrz Azji juniorów w 2010 roku.